# Gerhard Richter (Bibliothekar)
Gerhard Richter (* 19. März 1898 in Freiberg; † 26. Dezember 1966 in Dresden) war ein deutscher Bibliothekar und erster Leiter der Dresdner Fahrbibliothek.

## Leben
Richter stammte aus einem wohlhabenden Haus, seine Eltern waren der Sanitätsrat und Leiter des Freiberger Stadtkrankenhauses, Kurt Alexander Richter (1867–1937), und dessen Gemahlin Martha Marie, geb. Wolf (1870–1945). Nach der Kriegsteilnahme 1917/1918 studierte er Deutsch, Geschichte, Französisch sowie Latein und legte 1924 das Staatsexamen ab. Nach einem Volontariat ab April 1925 an der Städtischen Bücherei und Lesehalle Dresden leitete er an gleicher Stelle 1927 im Rahmen eines Referendariats einen Kurs zur „Ausländische[n] Schöne[n] Literatur der neueren Zeit“ und erhielt im Februar 1928 eine Festanstellung als Hilfsbibliothekar. Neben dem Referat „Schöne Literatur und Literaturwissenschaften“ war er für die Fremdsprachabteilung zuständig. Mit der Übergabe eines umgebauten Kraftwagens durch Oberbürgermeister Bernhard Blüher an die Städtische Bücherei begann 1929 die Ära der Fahrbibliothek in Dresden, deren Leitung man Richter übertrug. Hintergrund war, dass die Stadt dadurch Kosten einsparen konnte, indem sie kleinere Stadtteilbibliotheken schloss.
Zum 1. April 1937 erhielt er die Dienstbezeichnung Stadtbibliothekar. Am 11. Juni 1937 beantragte er die Aufnahme in die NSDAP und wurde rückwirkend zum 1. Mai desselben Jahres aufgenommen (Mitgliedsnummer 4.328.651). Gerhard Richter heiratete 1939 Dora Lucie Treuner († 1975). Die Fahrbibliothek musste am 30. August 1939 ihren Dienst einstellen, wenig später wurde der Bibliotheksbus zum Sanitätswagen zur Nutzung im Zweiten Weltkrieg umgebaut. Elf Jahre später nahm die Fahrbibliothek anlässlich des III. Parteitags der SED im Juli 1950 mit einem 1924 gebauten Büssing-Bus erneut ihren Dienst auf, am 13. Februar 1952 ging mit einem vom Schrottplatz geholten und bei den Dresdner Verkehrsbetrieben aufgearbeiteten Citroën ein zweites Fahrzeug in den Dienst. Die Leitung oblag Helga Pietsch, Gerhard Richter blieb bis zu seinem Eintritt in den Ruhestand im März 1965 in der Fahrbibliothek tätig.
Richter starb 1966 am zweiten Weihnachtsfeiertag in Dresden. Er wurde auf dem Trinitatisfriedhof beerdigt.

## Schriften (Auswahl)

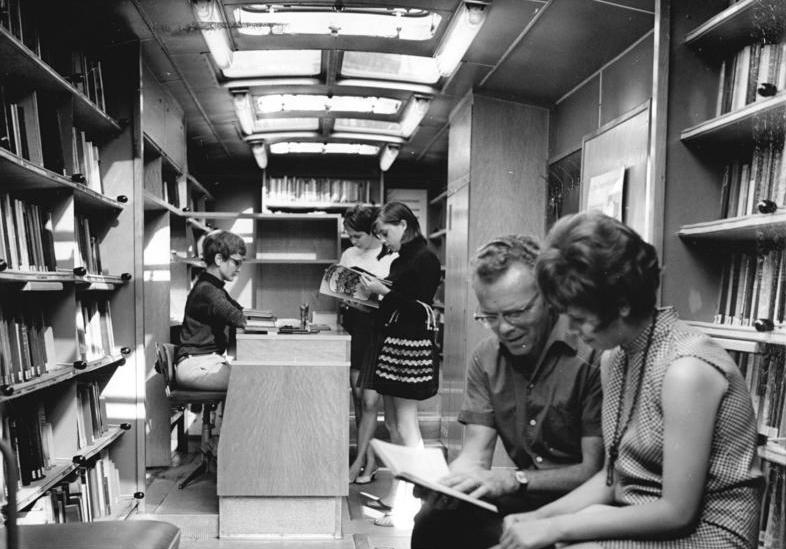
Harry Töpfer (2. von rechts) in der Fahrbücherei (1970)

- mit Harry Töpfer: Die Fahrbüchereien Dresdens. In: Der Bibliothekar 9/1955, Heft 10, S. 598–603.